# Charlayne Woodard
Charlaine "Charlayne" Woodard (/ˈwʊdɑːrd/ⓘ; 29 de diciembre de 1953) es una actriz de cine, televisión y teatro estadounidense. Ha escrito cuatro obras de teatro, tituladas Pretty Fire, Neat, In Real Life y "Flight".

## Carrera
Interpretó el papel recurrente de Janice Smith en la popular serie de televisión The Fresh Prince of Bel Air protagonizada por Will Smith. También interpretó a Vonda en la serie Roseanne y encarnó a Peg en la serie Law & Order: Special Victims Unit. Ha actuado en películas para cine como The Crucible, junto a Daniel Day-Lewis y Winona Ryder, El protegido con Samuel L. Jackson y Bruce Willis y Ojo por Ojo, junto a Sally Field.
Hizo parte del reparto original del musical Ain't Misbehavin' (ganador de un Premio Tony) y en 2009, protagonizó el monólogo The Night Watcher en la ciudad de Nueva York.
No tiene ninguna relación con la actriz Alfre Woodard.

## Filmografía

### Cine
| Año  | Título                   | Rol             | Notas |
| ---- | ------------------------ | --------------- | ----- |
| 1982 | Hard Feelings            | Winona Lockhart |       |
| 1984 | Crackers                 | Jasmine         |       |
| 1989 | Twister                  | Lola            |       |
| 1991 | He Said, She Said        | Cindy           |       |
| 1991 | One Good Cop             | Cheryl Clark    |       |
| 1993 | The Meteor Man           | Janice Farrell  |       |
| 1994 | Babyfever                | Eartha          |       |
| 1996 | Eye for an Eye           | Angel Kosinsky  |       |
| 1996 | The Crucible             | Tituba          |       |
| 1998 | Around the Fire          | Kate            |       |
| 2000 | The Million Dollar Hotel | Jean Swift      |       |
| 2000 | El protegido             | Sra. Price      |       |
| 2002 | Sunshine State           | Loretta         |       |
| 2013 | Things Never Said        | Charlotte       |       |
| 2019 | Glass                    | Sra. Price      |       |

### Televisión
| Año       | Título                                   | Rol                     | Notas                                |
| --------- | ---------------------------------------- | ----------------------- | ------------------------------------ |
| 1978      | Cindy                                    | Cindy                   | Película para TV                     |
| 1982      | Taxi                                     | Nina Chambers           | "Nina Loves Alex"                    |
| 1985      | Spenser: For Hire                        | Dorothy Marks           | "Blood Money"                        |
| 1988      | Wiseguy                                  | Emanja Mora             | "Blood Dance"                        |
| 1988      | God Bless the Child                      | Chandra Watkins         | Película para TV                     |
| 1988-1989 | Roseanne                                 | Vonda Green             |                                      |
| 1990      | A Different World                        | Medic                   | "21 Candles"                         |
| 1991-1992 | Days of Our Lives                        | Desiree McCall          |                                      |
| 1991-1993 | The Fresh Prince of Bel-Air              | Janice                  |                                      |
| 1994      | Frasier                                  | Arlene                  | "Flour Child"                        |
| 1994      | Sweet Justice                            | Harriet Battle-Wilkins  | "The Power of Darkness: Parts 1 & 2" |
| 1994      | Chicago Hope                             | Dr. Paula Michelson     | "Shutt Down"                         |
| 1995      | Buffalo Girls                            | Doosie                  | Película para TV                     |
| 1996      | Bless This House                         | Charlene                | "The Bowling Method"                 |
| 1996      | Run for the Dream: The Gail Devers Story | Gail Devers             | Película para TV                     |
| 1996-2000 | Chicago Hope                             | Gina Wilkes             |                                      |
| 1997      | Touched by Evil                          | Det. Duvall             | Película para TV                     |
| 2002-2011 | Law & Order: Special Victims Unit        | Peg                     |                                      |
| 2003      | Boomtown                                 | Marvella King           | "Fearless"                           |
| 2003      | D.C. Sniper: 23 Days of Fear             | Mildred Muhammad        | Película para TV                     |
| 2004      | Strong Medicine                          | Margaret Morganfield    | "The Real World Rittenhouse"         |
| 2004      | The Division                             | Sra. Davis              | "Lost and Found"                     |
| 2006      | In Justice                               | Gloria Quinn            | "The Public Burning"                 |
| 2006      | Shark                                    | Prof. Emily Chambers    | "Fashion Police"                     |
| 2006-2007 | ER                                       | Angela Gilliam          |                                      |
| 2008      | Terminator: The Sarah Connor Chronicles  | Terissa Dyson           | "Pilot", "The Turk"                  |
| 2009      | Medium                                   | Dra. Richards           | "The Man in the Mirror"              |
| 2012      | Bones                                    | Diane Rollins           | "The Patriot in Purgatory"           |
| 2015      | Chasing Life                             | Monica Bradley          | "Cancer Friends with Benefits"       |
| 2015      | The Leftovers                            | Lois Makepeace          | "A Matter of Geography"              |
| 2023      | Secret Invasion                          | Priscilla Davis / Varra | Serie de Disney+                     |